# Sena Sakaguchi
Sena Sakaguchi (Japans: 阪口 晴南) (Osaka, 9 juli 1999) is een Japans autocoureur. In 2020 werd hij de eerste kampioen van het Formula Regional Japanese Championship.

## Carrière
Sakaguchi begon zijn autosportcarrière in het karting in 2007, waarin hij tot 2015 actief bleef. Datzelfde jaar maakte hij zijn debuut in het formuleracing in het Japanse Formule 4-kampioenschap, waarin hij in de tweede seizoenshelft voor het Sutekina Racing Team reed. Ondanks dat hij de eerste zes races miste, behaalde hij in het laatste raceweekend op de Twin Ring Motegi zijn eerste podiumfinish. Mede hierdoor werd hij met 41 punten tiende in het klassement.
In 2016 reed Sakaguchi een dubbel programma in de Japanse Formule 4 en de Japanse Formule 3, waarin hij in beide klassen uitkwam als protegé van Honda bij het team Honda Formula Dream Project. In de Formule 4 behaalde hij een overwinning op Motegi en stond hij in zes andere races op het podium, waardoor hij met 138 punten tweede werd in de klasse achter Ritomo Miyata. In de Formule 3 behaalde hij een podiumplaats op het Okayama International Circuit en behaalde hij in totaal 20 punten, wat genoeg was om negende te worden in het kampioenschap.
In 2017 reed Sakaguchi enkel in de Japanse Formule 3 bij HFDP Racing. Hij behaalde een podiumplaats in het laatste raceweekend op het Sportsland SUGO en werd met 27 punten zesde in het kampioenschap. In 2018 stapte hij over naar het team Toda Racing, waar hij vijf keer op het podium eindigde. Met 52 punten werd hij achter Sho Tsuboi, Ritomo Miyata en Ukyo Sasahara vierde in de eindstand. Tevens debuteerde hij dat jaar in de Super Formula bij het Team Mugen als eenmalige vervanger van Nirei Fukuzumi, die op dat moment verplichtingen had in de Formule 2. Hij zou deelnemen aan de race op Autopolis, maar deze werd afgelast door hevige regenval en dichte mist. Aan het eind van het jaar reed hij voor Toda in de Grand Prix van Macau en werd achttiende in de race.
In 2019 maakte Sakaguchi zijn debuut in de GT300-klasse van de Super GT, waarin hij voor het team K-Tunes Racing een Lexus RC F GT3 deelde met Morio Nitta. Hij won direct zijn eerste race op Okayama en voegde hier op de Suzuka International Racing Course een tweede zege aan toe. Ook op SUGO en Motegi behaalde hij podiumplaatsen, waardoor hij met 58 punten tweede werd in de klasse. Daarnaast reed hij voor het Corolla Chukyo Kuo TOM'S in twee raceweekenden van de Japanse Formule 3 als vervanger van Kazuko Kotaka. In drie van de vijf races stond hij op het podium en hij werd met 20 punten achtste in het klassement.
In 2020 reed Sakaguchi in de Super Formula Lights, de opvolger van de Japanse Formule 3, bij het team B-Max Racing. Hij won vier races op Okayama, SUGO, Autopolis en Suzuka en behaalde twaalf andere podiumplaatsen, waardoor hij met 116 punten tweede werd in de eindstand achter Ritomo Miyata. Daarnaast reed hij in het nieuwe Formula Regional Japanese Championship bij het Sutekina Racing Team. Hij reed in elf van de veertien races, die hij allemaal won. Zodoende werd hij met 175 punten overtuigend kampioen in de klasse. In de Super GT deelde hij bij K-Tunes Racing een Lexus RC F GT3 met Nitta en behaalde twee puntenfinishes op Motegi en Suzuka en werd zestiende in het kampioenschap met 15 punten. Binnen het kampioenschap debuteerde hij tevens in de GT500-klasse bij het TGR Team SARD in een Toyota GR Supra GT500 naast Yuichi Nakayama als eenmalige vervanger van Heikki Kovalainen in een van de races op Fuji, omdat hij vanwege de reisbeperkingen rondom de coronapandemie niet naar Japan kon reizen. Hij eindigde de race als zesde. Tevens keerde hij dat jaar terug in de Super Formula om voor Kondō Racing deel te nemen aan de race op Okayama als eenmalige vervanger van Kenta Yamashita, die verplichtingen had in het FIA World Endurance Championship. Hij startte de race echter niet nadat hij in de opwarmronde crashte.
In 2021 maakt Sakaguchi zijn debuut als fulltime coureur in de Super Formula bij het team JMS P.mu/cerumo・INGING. Daarnaast blijft hij rijden in de GT300-klasse van de Super GT bij K-Tunes Racing in een Lexus RC F GT3 naast Nitta.